# Mistrovství světa v rychlobruslení na jednotlivých tratích 2008
Mistrovství světa v rychlobruslení na jednotlivých tratích 2008 se konalo od 6. do 9. března 2008 v rychlobruslařské hale M-Wave v japonském Naganu. Jednalo se o 11. mistrovství světa v rychlobruslení na jednotlivých tratích.
Českou výpravu tvořila pouze Martina Sáblíková (3000 m, 5000 m).
| Program                 | Program                | Program                                                 | Program                                                |
| ----------------------- | ---------------------- | ------------------------------------------------------- | ------------------------------------------------------ |
| 6. března               | 7. března              | 8. března                                               | 9. března                                              |
| 1500 m ženy 5000 m muži | 500 m muži 3000 m ženy | 500 m ženy 1000 m muži 10 000 m muži stíhací závod ženy | 1000 m ženy 1500 m muži 5000 m ženy stíhací závod muži |

## Muži

### 500 metrů
Závodu se zúčastnilo 24 závodníků.
| Pořadí           | Jméno              | Země        | Čas 1       | Čas 2       | Celkový čas |
| ---------------- | ------------------ | ----------- | ----------- | ----------- | ----------- |
| Zlatá medaile    | Jeremy Wotherspoon | Kanada      | 34,78 (1.)  | 34,68 (1.)  | 69,460      |
| Stříbrná medaile | I Kju-hjok         | Jižní Korea | 35,11 (2.)  | 34,90 (2.)  | 70,010      |
| Bronzová medaile | Džódži Kató        | Japonsko    | 35,25 (5.)  | 35,07 (3.)  | 70,320      |
| 4.               | Mun Čun            | Jižní Korea | 35,14 (3.)  | 35,21 (6.)  | 70,350      |
| 5.               | Dmitrij Lobkov     | Rusko       | 35,21 (4.)  | 35,17 (5.)  | 70,380      |
| 6.               | Keiičiró Nagašima  | Japonsko    | 35,35 (6.)  | 35,10 (4.)  | 70,450      |
| 7.               | Mika Poutala       | Finsko      | 35,35 (6.)  | 35,26 (8.)  | 70,610      |
| 8.               | Mike Ireland       | Kanada      | 35,44 (8.)  | 35,21 (6.)  | 70,650      |
| 9.               | Jü Feng-tchung     | Čína        | 35,60 (11.) | 35,37 (9.)  | 70,970      |
| 10.              | Kip Carpenter      | USA         | 35,66 (13.) | 35,48 (10.) | 71,140      |

### 1000 metrů
Závodu se zúčastnilo 24 závodníků.
| Pořadí           | Jméno              | Země        | Čas     |
| ---------------- | ------------------ | ----------- | ------- |
| Zlatá medaile    | Shani Davis        | USA         | 1:08,99 |
| Stříbrná medaile | Jevgenij Lalenkov  | Rusko       | 1:09,39 |
| Bronzová medaile | Denny Morrison     | Kanada      | 1:09,42 |
| 4.               | Jeremy Wotherspoon | Kanada      | 1:09,67 |
| 5.               | Jan Bos            | Nizozemsko  | 1:09,71 |
| 6.               | I Kju-hjok         | Jižní Korea | 1:09,77 |
| 7.               | Simon Kuipers      | Nizozemsko  | 1.09,82 |
| 8.               | Kip Carpenter      | USA         | 1:09,89 |
| 9.               | Mika Poutala       | Finsko      | 1:09,91 |
| 10.              | Mun Čun            | Jižní Korea | 1:09,97 |

### 1500 metrů
Závodu se zúčastnilo 20 závodníků.
| Pořadí           | Jméno            | Země       | Čas     |
| ---------------- | ---------------- | ---------- | ------- |
| Zlatá medaile    | Denny Morrison   | Kanada     | 1:45,22 |
| Stříbrná medaile | Sven Kramer      | Nizozemsko | 1:45,32 |
| Stříbrná medaile | Shani Davis      | USA        | 1:45,32 |
| 4.               | Enrico Fabris    | Itálie     | 1:45,83 |
| 5.               | Simon Kuipers    | Nizozemsko | 1:46,34 |
| 6.               | Mark Tuitert     | Nizozemsko | 1:47,02 |
| 7.               | Chad Hedrick     | USA        | 1:48,19 |
| 8.               | Steven Elm       | Kanada     | 1:48,34 |
| 9.               | Trevor Marsicano | USA        | 1:48,74 |
| 10.              | Samuel Schwarz   | Německo    | 1:49,05 |

### 5000 metrů
Závodu se zúčastnilo 24 závodníků.
| Pořadí           | Jméno               | Země       | Čas     |
| ---------------- | ------------------- | ---------- | ------- |
| Zlatá medaile    | Sven Kramer         | Nizozemsko | 6.17,24 |
| Stříbrná medaile | Enrico Fabris       | Itálie     | 6:20,22 |
| Bronzová medaile | Wouter olde Heuvel  | Nizozemsko | 6:24,05 |
| 4.               | Carl Verheijen      | Nizozemsko | 6:29,41 |
| 5.               | Shani Davis         | USA        | 6:30,00 |
| 6.               | Arne Dankers        | Kanada     | 6:31,76 |
| 7.               | Marco Weber         | Německo    | 6:32,96 |
| 8.               | Øystein Grødum      | Norsko     | 6:33,54 |
| 9.               | Ivan Skobrev        | Rusko      | 6:33,55 |
| 10.              | Henrik Christiansen | Norsko     | 6:34,18 |

### 10 000 metrů
Závodu se zúčastnilo 13 závodníků.
| Pořadí           | Jméno           | Země       | Čas      |
| ---------------- | --------------- | ---------- | -------- |
| Zlatá medaile    | Sven Kramer     | Nizozemsko | 12:57,71 |
| Stříbrná medaile | Enrico Fabris   | Itálie     | 13:18,81 |
| Bronzová medaile | Bob de Jong     | Nizozemsko | 13:25,01 |
| 4.               | Øystein Grødum  | Norsko     | 13:28,09 |
| 5.               | Mark Ooijevaar  | Nizozemsko | 13:31,34 |
| 6.               | Marco Weber     | Německo    | 13:32,88 |
| 7.               | Arne Dankers    | Kanada     | 13:34,68 |
| 8.               | Hiroki Hirako   | Japonsko   | 13:41,31 |
| 9.               | Roger Schneider | Švýcarsko  | 13:43,39 |
| 10.              | Chad Hedrick    | USA        | 13:44,99 |

### Stíhací závod družstev
Závodu se zúčastnilo osm týmů.
| Pořadí           | Tým                                                               | Čas      |
| ---------------- | ----------------------------------------------------------------- | -------- |
| Zlatá medaile    | Nizozemsko Sven Kramer, Wouter olde Heuvel, Erben Wennemars       | 3:41,69  |
| Stříbrná medaile | Itálie Matteo Anesi, Enrico Fabris, Luca Stefani                  | 3:46,76  |
| Bronzová medaile | Německo Jörg Dallmann, Stefan Heythausen, Marco Weber             | 3:47,71  |
| 4.               | Kanada Arne Dankers, Steven Elm, Denny Morrison                   | 3:47,77  |
| 5.               | Japonsko Šigejuki Dedžima, Hiroki Hirako, Teruhiro Sugimori       | 3:48,54  |
| 6.               | Norsko Henrik Christiansen, Mikael Flygind Larsen, Sverre Haugli  | 3:48,61  |
| 7.               | Rusko Alexej Junin, Jevgenij Lalenkov, Ivan Skobrev               | 3:48,93  |
| 8.               | Polsko Sebastian Druszkiewicz, Robert Kustra, Konrad Niedźwiedzki | 4:19,52* |

* pád

## Ženy

### 500 metrů
Závodu se zúčastnilo 24 závodnic.
| Pořadí           | Jméno                | Země        | Čas 1       | Čas 2       | Celkový čas |
| ---------------- | -------------------- | ----------- | ----------- | ----------- | ----------- |
| Zlatá medaile    | Jenny Wolfová        | Německo     | 37,88 (1.)  | 37,74 (1.)  | 75,620      |
| Stříbrná medaile | Wang Pej-sing        | Čína        | 38,18 (2.)  | 38,10 (2.)  | 76,280      |
| Bronzová medaile | Annette Gerritsenová | Nizozemsko  | 38,72 (5.)  | 38,48 (4.)  | 77,200      |
| 4.               | I Sang-hwa           | Jižní Korea | 38,85 (7.)  | 38,37 (3.)  | 77,220      |
| 5.               | Sajuri Jošiiová      | Japonsko    | 38,68 (3.)  | 38,62 (5.)  | 77,300      |
| 6.               | Marianne Timmerová   | Nizozemsko  | 38,77 (6.)  | 38,66 (6.)  | 77,430      |
| 7.               | Čang Šuang           | Čína        | 38,71 (4.)  | 38,77 (7.)  | 77,480      |
| 8.               | Sajuri Ósugaová      | Japonsko    | 38,93 (8.)  | 38,83 (8.)  | 77,760      |
| 9.               | Světlana Kajkanová   | Rusko       | 39,01 (9.)  | 38,94 (10.) | 77,950      |
| 10.              | Shannon Rempelová    | Kanada      | 39,11 (11.) | 38,95 (11.) | 78,060      |

### 1000 metrů
Závodu se zúčastnilo 24 závodnic.
| Pořadí           | Jméno                   | Země       | Čas     |
| ---------------- | ----------------------- | ---------- | ------- |
| Zlatá medaile    | Anni Friesingerová      | Německo    | 1:15,37 |
| Stříbrná medaile | Kristina Grovesová      | Kanada     | 1:16,01 |
| Bronzová medaile | Annette Gerritsenová    | Nizozemsko | 1:16,35 |
| 4.               | Christine Nesbittová    | Kanada     | 1:16,44 |
| 5.               | Paulien van Deutekomová | Nizozemsko | 1:16,89 |
| 6.               | Wang Pej-sing           | Čína       | 1:17,20 |
| 7.               | Shannon Rempelová       | Kanada     | 1:17,21 |
| 8.               | Sajuri Jošiiová         | Japonsko   | 1:17,23 |
| 9.               | Ireen Wüstová           | Nizozemsko | 1:17,29 |
| 10.              | Chiara Simionatová      | Itálie     | 1:17,36 |

### 1500 metrů
Závodu se zúčastnilo 20 závodnic.
| Pořadí           | Jméno                        | Země       | Čas     |
| ---------------- | ---------------------------- | ---------- | ------- |
| Zlatá medaile    | Anni Friesingerová           | Německo    | 1:56,06 |
| Stříbrná medaile | Paulien van Deutekomová      | Nizozemsko | 1:57,36 |
| Bronzová medaile | Kristina Grovesová           | Kanada     | 1:57,63 |
| 4.               | Daniela Anschützová-Thomsová | Německo    | 1:58,81 |
| 5.               | Christine Nesbittová         | Kanada     | 1:58,85 |
| 6.               | Brittany Schusslerová        | Kanada     | 1:59,40 |
| 7.               | Ireen Wüstová                | Nizozemsko | 1:59,50 |
| 8.               | Katarzyna Wójcická           | Polsko     | 2:00,04 |
| 9.               | Chiara Simionatová           | Itálie     | 2:00,09 |
| 10.              | Maki Tabataová               | Japonsko   | 2:00,28 |

### 3000 metrů
Závodu se zúčastnilo 21 závodnic.
| Pořadí           | Jméno                        | Země       | Čas     |
| ---------------- | ---------------------------- | ---------- | ------- |
| Zlatá medaile    | Kristina Grovesová           | Kanada     | 4:05,03 |
| Stříbrná medaile | Paulien van Deutekomová      | Nizozemsko | 4:05,49 |
| Bronzová medaile | Daniela Anschützová-Thomsová | Německo    | 4:05,76 |
| 4.               | Martina Sáblíková            | Česko      | 4:05,92 |
| 5.               | Claudia Pechsteinová         | Německo    | 4:08,40 |
| 6.               | Clara Hughesová              | Kanada     | 4:09,88 |
| 7.               | Renate Groenewoldová         | Nizozemsko | 4:10,68 |
| 8.               | Diane Valkenburgová          | Nizozemsko | 4:11,49 |
| 9.               | Masako Hozumiová             | Japonsko   | 4:11,74 |
| 10.              | Maki Tabataová               | Japonsko   | 4:13,15 |

### 5000 metrů
Závodu se zúčastnilo 16 závodnic.
| Pořadí           | Jméno                        | Země       | Čas     |
| ---------------- | ---------------------------- | ---------- | ------- |
| Zlatá medaile    | Martina Sáblíková            | Česko      | 6:58,22 |
| Stříbrná medaile | Clara Hughesová              | Kanada     | 7:04,79 |
| Bronzová medaile | Kristina Grovesová           | Kanada     | 7:04,94 |
| 4.               | Claudia Pechsteinová         | Německo    | 7:05,44 |
| 5.               | Daniela Anschützová-Thomsová | Německo    | 7:07,23 |
| 6.               | Renate Groenewoldová         | Nizozemsko | 7:07,64 |
| 7.               | Masako Hozumiová             | Japonsko   | 7:12,05 |
| 8.               | Paulien van Deutekomová      | Nizozemsko | 7:12,77 |
| 9.               | Diane Valkenburgová          | Nizozemsko | 7:14,18 |
| 10.              | Katrin Mattscherodtová       | Německo    | 7:18,16 |

### Stíhací závod družstev
Závodu se zúčastnilo sedm týmů.
| Pořadí           | Tým                                                                          | Čas     |
| ---------------- | ---------------------------------------------------------------------------- | ------- |
| Zlatá medaile    | Nizozemsko Paulien van Deutekomová, Renate Groenewoldová, Ireen Wüstová      | 3:02,19 |
| Stříbrná medaile | Kanada Kristina Grovesová, Christine Nesbittová, Brittany Schusslerová       | 3:02,87 |
| Bronzová medaile | Německo Daniela Anschützová-Thomsová, Lucille Opitzová, Claudia Pechsteinová | 3:07,57 |
| 4.               | Japonsko Masako Hozumiová, Hiromi Ócuová, Maki Tabataová                     | 3:09,57 |
| 5.               | USA Maria Lambová, Catherine Raneyová, Nancy Swiderová-Peltzová              | 3:10,41 |
| 6.               | Polsko Karolina Ksytová, Katarzyna Wójcická, Luiza Złotkowská                | 3:12,28 |
| 7.               | Rumunsko Bianca Anghelová, Andrea Lazarescuová, Daniela Olteanová            | 3:15,66 |

## Medailové pořadí zemí
| Pořadí | Země        | Zlato | Stříbro | Bronz | Celkem |
| ------ | ----------- | ----- | ------- | ----- | ------ |
| 1.     | Nizozemsko  | 4     | 3       | 4     | 11     |
| 2.     | Kanada      | 3     | 3       | 3     | 9      |
| 3.     | Německo     | 3     | 0       | 3     | 6      |
| 4.     | USA         | 1     | 0       | 1     | 2      |
| 5.     | Česko       | 1     | 0       | 0     | 1      |
| 6.     | Itálie      | 0     | 3       | 0     | 3      |
| 7.     | Čína        | 0     | 1       | 0     | 1      |
| 7.     | Jižní Korea | 0     | 1       | 0     | 1      |
| 7.     | Rusko       | 0     | 1       | 0     | 1      |
| 10.    | Japonsko    | 0     | 0       | 1     | 1      |